# Casa de Manuel Fernández Martín
La Casa de Manuel Fernández Martín es un edificio modernista de la ciudad española de Melilla, situado en la calle Gran Capitán, 9 que forma parte del Ensanche Modernista y del Conjunto Histórico Artístico de la Ciudad de Melilla, un Bien de Interés Cultural.

## Historia
Fue construido sobre 1912 siendo desconocido su arquitecto.

## Descripción
Está construido en ladrillo macizo para los muros y vigas de hierro y bovedillas de ladrillo tocho. Tiene planta baja, principal y primera.
Su fachada presenta una planta bajo muy austera y un principal con balcones con rejas y ventanas enmarcadas, con molduras sobre sus dinteles. Pilastras cercan el edificio y la puerta y acaban en maceteros en la azotea, acotada con una balaustrada y con un remate central, con óculo y un florón.